# 犬部
犬部（けんぶ）は、漢字を部首により分類したグループの一つ。
康熙字典214部首では94番目に置かれる（4画の34番目、巳集の10番目）。

## 概要
「犬」の字はイヌを表す。側面から見たイヌの形に象る。
「狗」と対照されるときには「犬」は大きいもの、「狗」は小さいものであるが、一般には区別なく使われた。現代中国語ではもっぱら「狗」のみが使われる。逆に日本ではもっぱら「犬」が使われ、「狗」は「走狗」「鶏鳴狗盗」といった熟語でしか用いられない。
イヌは中国で古くから飼育された家畜であり、六畜（馬・牛・羊・鶏・犬・豚）の一つに挙げられている。狩猟や牧羊に用いられる他、その肉は食用された。新石器時代から食用犬の飼育が盛んだったことが知られており、「羊頭狗肉」といった四字熟語も現代に伝わっている。
食用犬の価値が下がったのは五胡十六国時代、犬をもっぱら猟用する北方騎馬民族が華北に移動してきたためであり、宋朝以後、「狗肉は席に上さず」として公には食用を禁止した。現在では南方の一部に食用の習慣が残っている。
偏旁の意符としては獣類（現代的に言えば、四足歩行する哺乳類）に関することを示す。例えば、獣の種類や名称（猿・猫…）、獣の性質（猛・狂…）、獣を捕獲すること（狩・獲…）などである。また「狄」など異民族の蔑称に用いたものもある。他に獣類に関する偏旁に「豸」がある。
犬部は上記のような偏旁を構成要素として持つ漢字を収録する。

## 部首の通称
- 日本：いぬ・けものへん
- 中国：反犬旁
- 韓国：개견부（gae gyeon bu、イヌの犬部) • 개사슴록변 (gae saseum rok byeon) (イヌ、シカの鹿の偏）(*「犭」の形が鹿の角に似ていることから)
- 英米：Radical dog

## 部首字
犬
- 中古音
  - 広韻 - 苦泫切、銑韻、上声
  - 詩韻 - 銑韻、上声
  - 三十六字母 - 渓母
- 現代音
  - 普通話 - ピンイン：quǎn 注音：ㄑㄩㄢˇ ウェード式：ch'üan3
  - 広東語 - Jyutping:hyun2 イェール式:hyun2
- 日本語 - 音：ケン（漢音・呉音） 訓：いぬ
- 朝鮮語 - 音：견(gyeon) 訓：개（gae、いぬ）

甲骨文
金文
小篆

## 例字
- 犬
  - 4:狀（状3）、11:獄、15:獸（獣12）、16:獻（献9）
- 犭
  - 2:犯、4:狂、5:狗・狐・狛・狙、6:狩・狡、7:狽・狼・狹（狭6）・狷、8:猊・猜・猫・猛、9:猶・猴・猥・猪（猪8）、10:猿・獅・猾、13:獪・獨（独6）、14:獰・獲、15:獵（猟8）、16:獺
- 常用漢字
  - 狸←貍（豸部）